# Munții Lăpușului
Munții Lăpușului  sunt o grupă muntoasă a Carpaților Maramureșului și Bucovinei, aparținând de lanțul muntos al Carpaților Orientali. 